# Кремно (Житомирская область)
Кре́мно (укр. Кремне) — село на Украине, основано в 1865 году, находится в Лугинском районе Житомирской области.
Код КОАТУУ — 1822882701. Население по переписи 2001 года составляет 935 человек. Почтовый индекс — 11334. Телефонный код — 4161. Занимает площадь 2,9 км².

## Адрес местного совета
11334, Житомирская область, Лугинский р-н, с.Кремно, ул.Школьная, 5